# 이란의 로마 가톨릭 교구 목록
이란의 가톨릭 교구는 로마가톨릭 대교구 1개 아메리칸 가톨릭 전례 교구 1개 칼데아 가톨릭 전례 교구로 관구 2개에 관구장좌 대교구2개 일반교구1개 독립대교구1개 가 있다

## 로마 가톨릭 교구
- 이스파한 대교구(Archdiocese of Ispahan)

## 아메리칸 전례 교회 교구
- 이스파한 교구(Diocese of of Ispahan)

## 칼데아 전례 교회 관구

### 테헤란 관구(Province of Tehran)
- 테헤란 대교구(Archdiocese of Tehran)

### 우르미아 관구(Province of Urmya)
- 우르미야 관구장좌 대교구(Archdiocese of Urmya )
  - 살마스 교구(Diocese of Salmas)

### 독립교구
- 아바즈 대교구(Archdiocese of Ahvaz)